# اسپیوی (کانزاس)
اسپیوی (به انگلیسی: Spivey) شهری در ایالت کانزاس کشور ایالات متحده آمریکا است که جمعیت آن در سرشماری سال ۲۰۱۰ میلادی، ۷۸ نفر بوده‌است.